# Hexasterophora
Die Hexasterophora (alternativ Hexasterophorida) stellen eine Unterklasse der Glasschwämme (Hexactinellida) dar. Zu den bekanntesten Vertretern dieser Gruppe gehört der Gießkannenschwamm (Euplectella aspergillum).

## Merkmale
Die Hexasterophora zeichnen sich vor allem durch den Aufbau ihrer Skelettnadeln (Sklerite) aus. Diese sind, wie bei allen Glasschwämmen, aus amorphem wasserhaltigem Siliciumdioxid (biogener Opal) aufgebaut. Die kleineren dieser Sklerite, die Mikroskleren, bestehen bei allen Vertretern dieses Taxons aus sechs Achsen, an deren Ende sich jeweils ein Büschel feiner Ästchen befindet.
Die einzelnen Vertreter der Hexasterophora unterscheiden sich sehr stark in ihrem Aussehen. Die meisten Arten sind mit einer Basis am Boden befestigt, einige besitzen zu diesem Zweck stattdessen größere Kieselnadelbüschel oder -matten. Bei einigen Formen sind die Nadeln im Schwammkörper einzeln und nicht miteinander verbunden, bei den meisten Arten bilden die großen Nadeln, die Megaskleren, jedoch ein engmaschiges Skelett, wie dies auch bei dem bekannten Gießkannenschwamm der Fall ist.

## Verhalten und Stoffwechsel
Alle Glasschwämme sind unbeweglich mit dem Seeboden verwachsen und zeigen aus diesem Grund keine wirklichen Verhaltensmuster. Der Schwamm ernährt sich von mikroskopischen Organismen und organischem Grus, den er aus dem ihn durchströmenden Wasser filtert.

## Lebensraum
Glasschwämme sind weltweit in allen Ozeanen verbreitet und leben vor allem in größeren Meerestiefen.

## Systematik
Die Hexasterophora bestehen aus folgenden Taxa, die auf Familienebene eingeordnet werden:
In der Ordnung Hexactinosida:
- Dactylocalycidae Gray, 1867
- Aphrocallistidae Gray, 1867
- Auloplacidae Schrammen, 1912
- Craticulariidae Rauff, 1893
- Cribrospongiidae Roemer, 1864
- Euretidae Zittel, 1877
- Farreidae Gray, 1872
- Fieldingiidae Tabachnick & Janussen, 2004
- †Staurodermatidae Zittel, 1877
- Tretodictyidae Schulze, 1886

In der Ordnung Lychniscosida:
- †Ventriculitidae Smith, 1847
- †Coeloscyphiidae de Laubenfels, 1955
- †Polyblastidiidae Schrammen, 1912
- †Coeloptychiidae Roemer, 1864
- †Camerospongiidae Schrammen, 1912
- †Cypelliidae Schrammen, 1936
- †Oncotoechidae Schrammen, 1912
- †Callodictyidae Zittel, 1877
- †Coscinoporidae Zittel, 1877
- †Becksiidae Schrammen, 1912
- †Calyptrellidae Schrammen, 1912
- Aulocystidae Sollas, 1887
- Diapleuridae Ijima, 1927

In der Ordnung Lyssacinosida:
- †Brachiospongiidae Beecher, 1889
- †Pyruspongiidae Rigby, 1971
- †Malumispongiidae Rigby, 1967
- Euplectellidae Gray, 1867
- Leucopsacidae Ijima, 1903
- Rossellidae Schulze, 1885
- †Stauractinellidae de Laubenfels, 1955

In der Ordnung Aulocalycoida:
- Aulocalycidae Ijima, 1927
- Uncinateridae Reiswig, 2002